# Fernando Torrent
Fernando Torrent Guidi (Arrecifes, 2 ottobre 1991) è un calciatore argentino, difensore del Quilmes.

## Caratteristiche tecniche
È un terzino destro.

## Carriera
È cresciuto nel settore giovanile del Defensores (VR).
Ha debuttato in Primera División il 30 luglio 2019 disputando con l'Arsenal Sarandí l'incontro vinto 1-0 contro il Banfield.

## Palmarès
- Primera B Metropolitana: 1

Brown (A): 2015
- Copa Argentina: 1

Central Córdoba (SdE): 2024